# Johannes Ockeghem
Johannes Ockeghem (Saint-Ghislain, circa 1410 – Tours, 6 febbraio 1497) è stato un compositore fiammingo, il più rappresentativo della seconda generazione della scuola franco-fiamminga.
È da alcuni considerato il più importante compositore fra Guillaume Dufay e Josquin Des Prez.

## Biografia
Non esistono notizie sui primi anni della sua vita; anche la data della sua nascita è sconosciuta ed è stata ipotizzata da un commento del poeta Guillaume Crétin, alla data della sua morte: «Egli è stato un grande e si sarebbe voluto che un compositore del suo valore fosse morto dopo i cento anni».
Come molti compositori in quegli anni, iniziò la sua carriera come corista e la prima notizia della sua attività musicale proviene dalla cattedrale di Notre Dame ad Anversa dove egli fu attivo fra il 1443 e il 1444.
Fra il 1446 e il 1448 fu al servizio di Carlo I a Moulins in Francia.
Attorno al 1452 si spostò a Parigi dove fu impiegato come maestro di cappella presso la corte di Francia. Divenne poi tesoriere della Chiesa di San Martino a Tours.
Oltre a servire alla corte di Francia sotto Carlo VII e Luigi XI, operò anche alla cattedrale di Notre-Dame e a St. Benoît.
Si sa pure che fu in Spagna nel 1470, nel tentativo di combinare un matrimonio fra Isabella di Castiglia e Carlo Duca di Guienna, fratello di Luigi XI. Dopo la morte di Luigi XI nel 1483 non si sa molto su Ockeghem se non che fu a Bruges ed a Tours, ove probabilmente morì senza lasciare alcun testamento.
Pochi dei suoi numerosi lavori sono sopravvissuti: 14 messe, 9 mottetti e 21 chanson. Tredici delle messe di Ockeghem sono state rinvenute in un manoscritto fiammingo del tardo XV secolo, conosciuto come Codice Chigi. La sua Missa pro Defunctis è il primo esempio di messa da requiem giunta ai nostri giorni, dato che quella composta da Guillaume Dufay è andata perduta. In aggiunta a questi lavori, alcune delle opere attribuitegli sono oggetto di controversia: per esempio il monumentale Deo gratias a 36 voci è probabilmente di un altro compositore (anche se sul punto non vi è certezza).
Molti mottetti e chanson ci sono giunti anonimi ma gli sono stati attribuiti sulla base dello stile compositivo.
Ockeghem fu famoso in tutta Europa per la sua espressività musicale e per la tecnica magistrale. La sua eccellente tecnica è dimostrata nella Missa Prolationum che è composta interamente con canoni mensurali, e la Missa cuiusvis toni da eseguire in modi differenti, che dimostrano la grande maestria posseduta da questo compositore. Essendo un basso egli stesso, usa spesso delle linee di basso diverse dagli altri compositori di scuola olandese.
Per commemorare la sua morte, Josquin Des Prez compose un mottetto La déploration de la mort de Johannes Ockeghem sul testo di un poema Nimphes des bois di Jean Molinet; brano toccante e tuttora di una certa notorietà, nel quale sapientemente il compositore imita in alcuni passaggi lo stile compositivo del maestro scomparso, in omaggio alla sua arte (come lo stesso Ockeghem aveva scritto un brano analogo nel 1460 per compianto della morte di Gilles Binchois). Alla notevole fama che ottenne già in vita, corrispose la non minore risonanza che ebbe la sua morte: oltre ai già citati  Crétin e Jean Molinet, persino Erasmo da Rotterdam scrisse un lamento funebre per Ockeghem, successivamente musicato da Johannes Lupi.

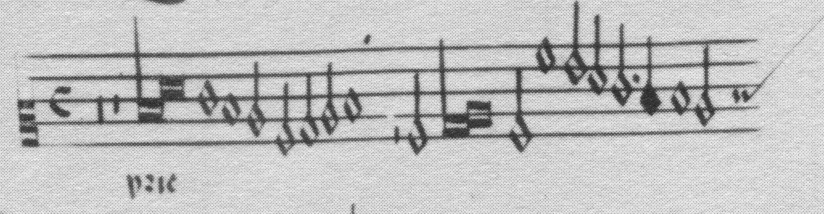
Missa Au travail suis

## Discografia
- "Missa Cuiusvis Toni", æon, ÆCD 0753 (2 CDs-2007), Ensemble Musica Nova, Lucien Kandel; in quattro modi.
- "Missa pro defuntis", Archiv, 415 293-2 (1973-1977), Pro Cantione Antiqua, London. Hamburger Bläserkreis für alte Musik, Bruno Turner (+ Josquin Desprez, Missa "L'homme armé super voces musicales").